# 米约萨湖
米约萨湖（又译米耶萨湖）是挪威最大的湖，位于首都奥斯陆约100公里以北的挪威中南部。
从北端利勒哈梅尔到最南端一共117公里。湖岸有哈马尔（Hamar）、约维克（Gjøvik）、利勒哈默尔（Lillehammer）、斯坦格（Stange）、爱德斯沃尔（Eidsvoll）、灵萨克（Ringsaker）等城镇。

## 鱼类
- 河鲈（Perca fluviatilis）
- 鳟鱼（Salmo trutta）
- 白鲑（Coregonus albula）
- 真白鲑（Coregonus lavaretus）
- 茴鱼（Thymallus thymallus）
- 白斑狗鱼（Esox lucius）
- 江鳕（Lota lota）
- 湖拟鲤（Rutilus rutilus）
- 鲫鱼（Carassius carassius）
- 胡瓜鱼（Osmerus eperlanus）
- 梅花鲈（Gymnocephalus cernuus）

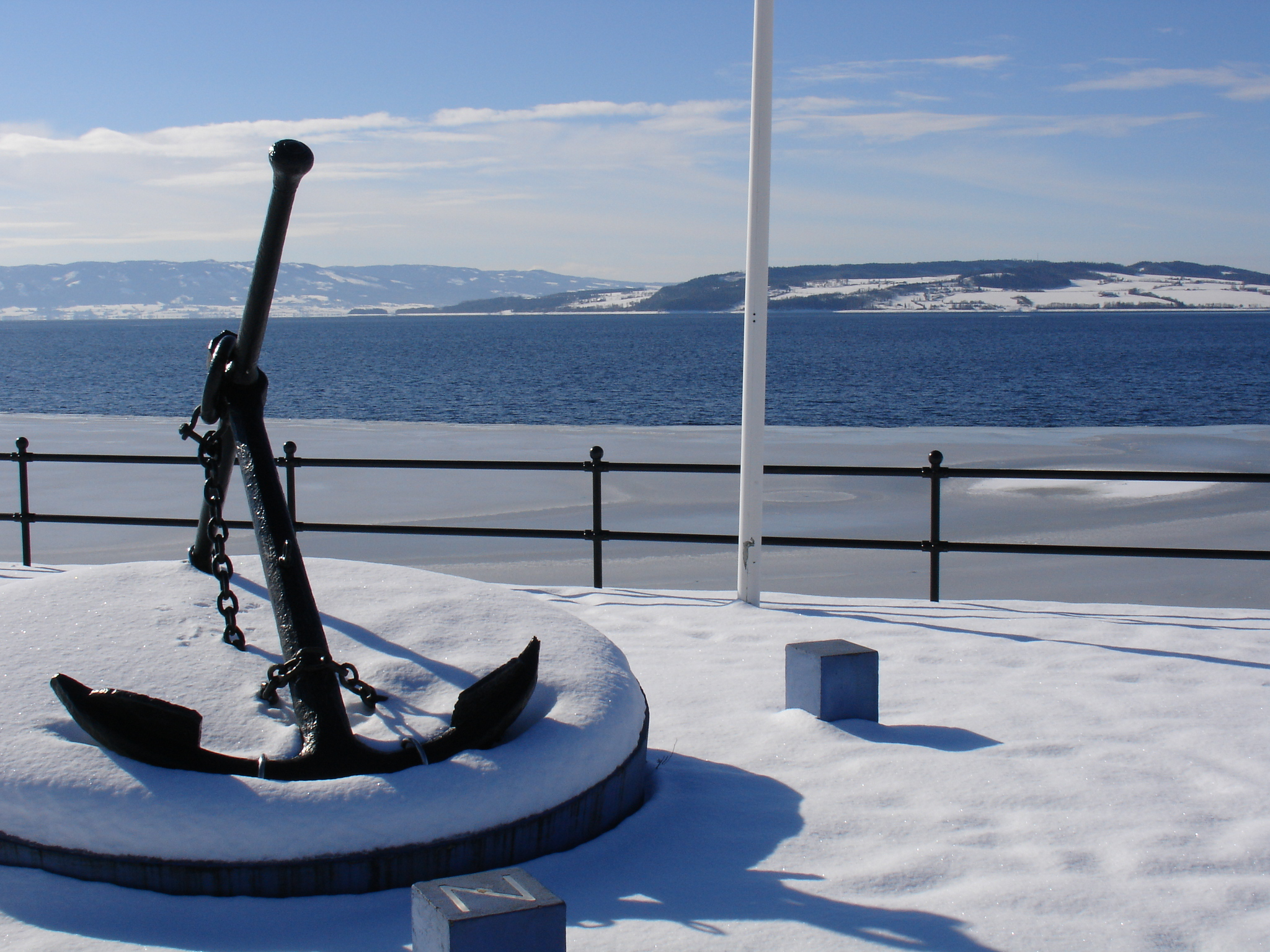
米约萨湖于哈马尔
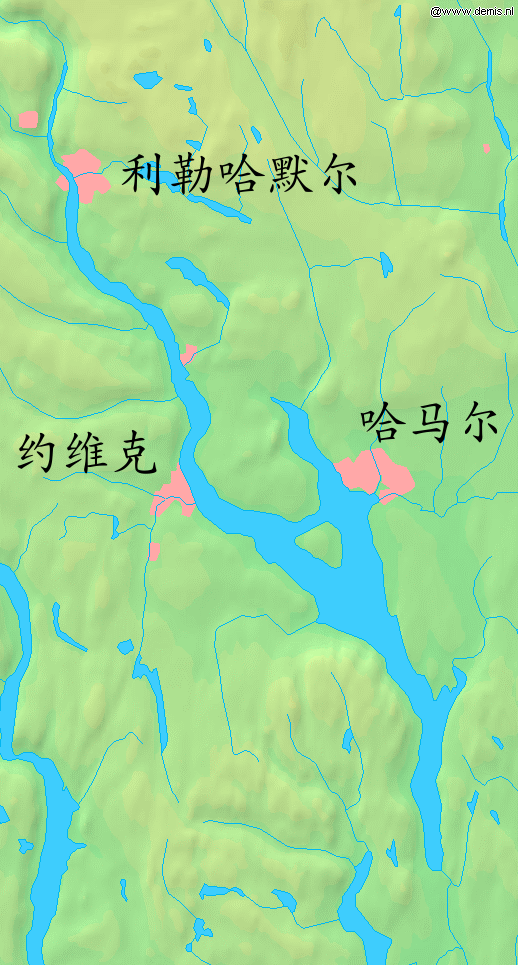
米约萨湖周边主要城镇
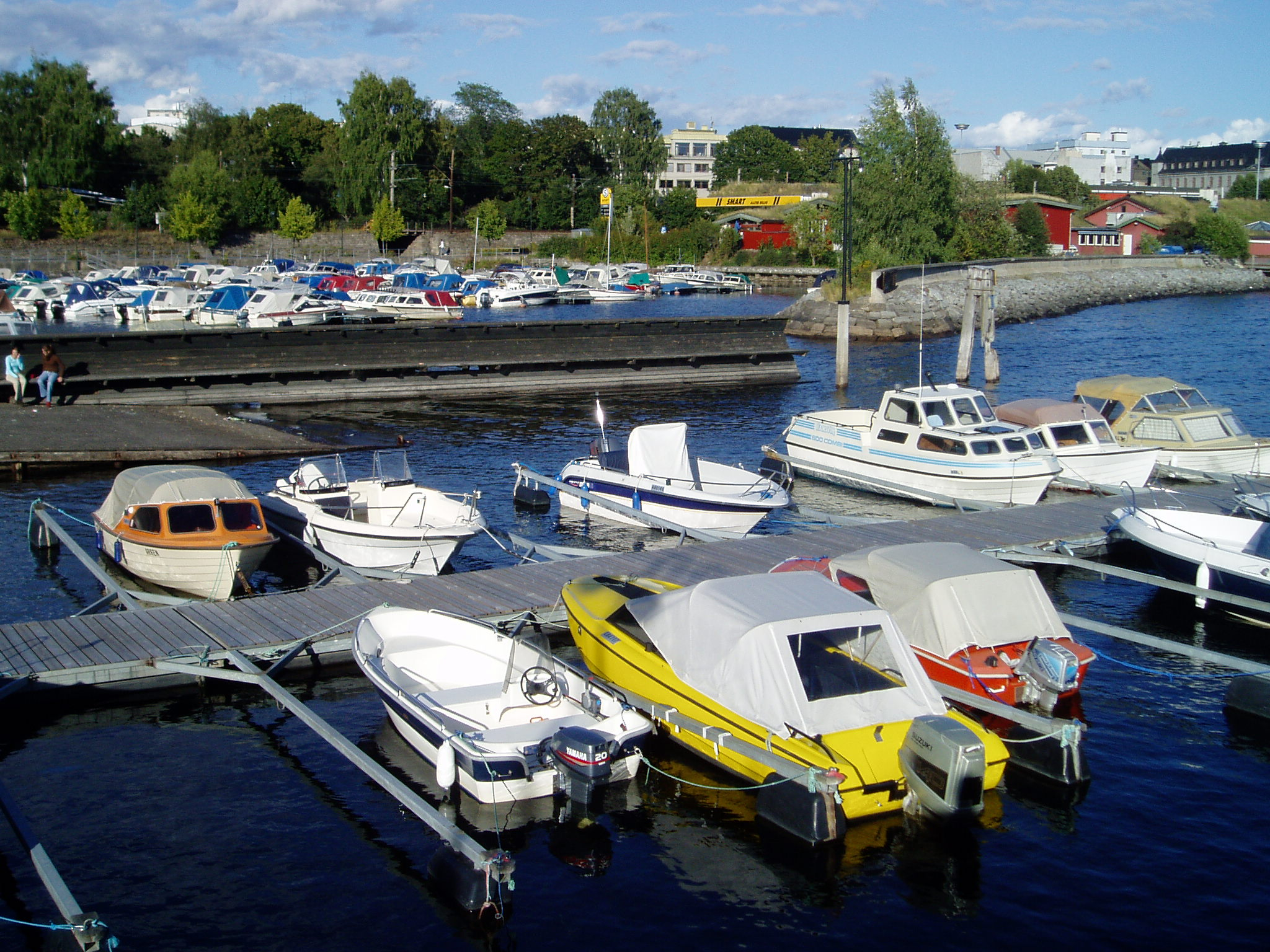
哈马尔港口的米约萨湖